# Bianchi Miles
Pour les articles homonymes, voir Bianchi.
Le Bianchi Miles est un camion fabriqué par le constructeur italien Bianchi SpA durant la Seconde Guerre mondiale, destiné à un usage militaire.
Le constructeur Bianchi SpA de Milan, ne produira qu'un seul modèle de camion unifié durant la Seconde Guerre mondiale ; le « Miles » (soldat en latin). Ce véhicule sera très largement utilisé par l'armée italienne, principalement en Afrique du Nord italienne et en Russie. Des versions spéciales furent développées à partir du « Miles », une ambulance et un autobus. Une version équipée de cabines de décontamination en cas d'utilisation de gaz chimiques par l'armée ennemie. 
Ce camion se caractérise par sa cabine qui est en fait un compromis entre les véhicules à cabine avancée et ceux dont la cabine est placée à l'arrière du moteur, à capot, ce qui le rend facilement identifiable.
En août 1943, l'armée italienne transformera une première série de vingt « Bianchi Miles » en véhicules antiaériens en les armant de canons de 25 mm. Après l'armistice, la production se poursuivit pour la Wehrmacht, qui en reçu 90 exemplaires entre mai et décembre 1944. 
Après guerre, Bianchi poursuivit la production uniquement de la version civile du Miles, baptisée « Civis 46 ». 
On a considère que le Bianchi Miles a été utilisé par :
- Italie : # 10.000 exemplaires,
- Allemagne : # 100 exemplaires achetés, (combien en réalité réquisitionnés dans l'usine ??)

Nota : Aucun constructeur italien n'a jamais communiqué le nombre des véhicules livrés (achetés ou réquisitionnés) aux armées étrangères.

## Caractéristiques techniques
- Moteur Bianchi CDU 35D : diesel 4 cylindres en ligne de 4 849 cm3
- Puissance : 65 ch à 2 000 tr/min
- Vitesse maximale : 64 km/h
- Poids à vide : 3 500 kg - charge utile : 3 000 kg
- Autonomie : 350 km sur route, 300 km en tout terrain,

Plus de 10 000 exemplaires de ce camion seront fabriqués, essentiellement destinés à l'armée. 

## Le Civis, version civile du Miles
Les versions civiles d'après guerre du Miles ont été baptisées « Civis ». Plusieurs versions ont été produites : "Civis 46, 51 & 75". Le Civis différait du Miles uniquement au niveau de la cabine dont l'équipement a été amélioré et rendu compatible avec un usage civil. Les portières ont été équipées de vitres descendantes et la calandre a vu les barres horizontales de protection au-dessus du parechocs supprimées. Toutes les versions resteront en fabrication jusqu'en 1952 à la cadence de 100 unités par mois. Aucune donnée fiable n'a été retrouvée sur la production de camions d'avant ou après guerre de la marque. 
En 1952, le Civis sera remplacé par le Bianchi Audax qui disposera d'une charge utile portée à 4,6 tonnes.
Curiosité : La popularité de ce modèle sera assurée en Italie par la firme américaine Coca Cola qui assura la livraison de ses famauses boissons qu'avec ce type de véhicule entre 1945 et 1955.

## Autobus Bianchi Miles
De nombreux véhicules dérivés du camion sur la base du châssis du Bianchi Miles furent réalisés, notamment une version autobus. Comme de coutume à l'époque, le constructeur de base livrait un châssis motorisé à des carrossiers spécialisés et homologués. Ce furent essentiellement les ateliers Dalla Via et Menarini qui réalisèrent des autobus de 23 places.

## Concurrence
- Fiat 626 - Fiat 626RN
- Fiat 666 - Fiat 666RN